# Coelioxys natalensis
Coelioxys natalensis är en biart som beskrevs av Cockerell 1920. Coelioxys natalensis ingår i släktet kägelbin, och familjen buksamlarbin. Inga underarter finns listade i Catalogue of Life.